# Нојсалца-Шпремберг
Нојсалца-Шпремберг (њем. Neusalza-Spremberg) град је у њемачкој савезној држави Саксонија. Једно је од 59 општинских средишта округа Герлиц. Према процјени из 2010. у граду је живјело 3.758 становника. Посједује регионалну шифру (AGS) 14626350.

## Географски и демографски подаци
Нојсалца-Шпремберг се налази у савезној држави Саксонија у округу Герлиц. Град се налази на надморској висини од 325 метара. Површина општине износи 22,9 km². У самом граду је, према процјени из 2010. године, живјело 3.758 становника. Просјечна густина становништва износи 164 становника/km².